# Mayer Béla
Mayer Béla (Zombor, 1838. július 19. – Zombor, 1913. május 24.) római katolikus pap, szentszéki jegyző és tanácsos, pápai kamarás, érseki titkár, kalocsai kanonok, apát, káptalani helynök, választott basoni püspök, 1905–1906-ban szatmári püspök, azonban ezt a hivatalát betegsége miatt már nem tudta elfoglalni.

## Élete
Áldozópappá 1862 július 27-én szentelték. Négy évig működött mint segédlelkész Kulán és Militicsen. Kápláni évei alatt elnyerte a doktori oklevelet. A kalocsai érseki udvarnál előbb szentszéki jegyző, később levéltáros és 1870-ben érseki titkár lett. Mint tanár a tanítóképző-intézetben is néhány évig tanított. 1875-ben szentszéki tanácsos; 1878-ban zsinati vizsgáló; 1880-ban pápai kamarás lett; 1881-ben pedig a kalocsai egyházmegye kanonokja, ebből az alkalomból egyházmegyei főtanfelügyelőnek és zsinati előadónak is kinevezték. 1883-ban apáttá, 1888-ban választott basoni püspökké nevezték ki. 1891-ben káptalani helynök, 1892-ben a szentszéki tanács elnöke lett. Császka György kalocsai érsek halála után másodszor lett káptalani helynök, és ezt a méltóságot viselte szatmári püspökké történt kinevezéséig, vagyis 1905. október 27-ig. 
Elsőrangú szerepe volt a katolikus nagygyűléseken, ahol a nevelésügyről és a nőkérdésről szabad előadásokat tartott. Kanonok korában a kalocsa-főegyházmegyei tanítók özvegyeinek és árváinak gyámolítására 80.000 koronás alapítványt tett, és 25 000 koronát adott a kalocsai tanítók házának kibővítésére. Mayer megrongált egészségi állapota miatt nem foglalhatta el a szatmári püspöki széket, ezért már 1906-ban kinevezték utódjának Boromisza Tibort. 1913-ban hunyt el.

## Művei

### Folyóiratcikkek
Cikkei, beszédei a Magyar Korona (1884), Baja, Népiskolai Tanügy, Tanodai Emlényfüzér (1857) c. lapokban, valamint a Kalauz a nevelőoktatás terén (1889) c. munkában jelentek meg.

### Önállóan megjelent művei
- A spiritizmus keresztény katholikus megvilágításban. Kalocsa, 1899
- Alkalmi beszédek és értekezések. Kalocsa, 1900
- A nőkérdés keresztény szempontból tekintve. Budapest, 1902
- Újabb alkalmi beszédek és értekezések. Kalocsa, 1902